# Gloriosa aurea
Gloriosa aurea är en tidlöseväxtart som beskrevs av Emilio Chiovenda. Gloriosa aurea ingår i släktet Gloriosa och familjen tidlöseväxter.
Artens utbredningsområde är Somalia. Inga underarter finns listade i Catalogue of Life.